# Emmaculate Chepkirui
Emmaculate Chepkirui (3 de agosto de 2000) es una deportista de Kenia que compite en atletismo. Ganó una medalla de plata en el Campeonato Mundial de Atletismo Sub-20 de 2016, en la prueba de 5000 m.